# بيرتالان فاركاس
بيرتالان فاركاس (بالمجرية: Farkas Bertalan)‏ (و. 1949 – م) هو رائد فضاء، وطيار، وEsperantist، وعسكري من المجر . ولد في Gyulaháza .

## ريادة الفضاء
شارك في المهمات الفضائية:
- Soyuz 36
- Soyuz 35.

## جوائز
حصل على جوائز منها:
- وسام لينين
- بطل الاتحاد السوفيتي
- Medal "For Merit in Space Exploration".